# Consejo General de Colegios Profesionales de Ingeniería Informática
El Consejo General de Colegios Profesionales de Ingeniería Informática (CCII) es una corporación de derecho público integrada por los colegios profesionales de Ingeniería Informática existentes en las diferentes comunidades autónomas de España.

## Historia
CCII se creó por la Ley 20/2009,
después de haber sido aprobada la misma por la unanimidad de los grupos políticos de Congreso y Senado.
El 9 de agosto de 2010 se publicó en el Boletín Oficial del Estado la Orden ITC/2180/2010,
por la que se publicaron los estatutos provisionales del Consejo General de Colegios Oficiales de Ingeniería en Informática.
El 18 de septiembre de 2010 se celebró la asamblea constituyente de la que sale la primera Junta de Gobierno encabezada por Jacinto Canales de Caso, quien pasa a ser el primer presidente del Consejo General.
El 22 de noviembre de 2014 se celebraron elecciones y resulta elegido como nuevo presidente Juan Pablo Peñarrubia Carrión.
El 11 de julio de 2015 se publicó en el Boletín Oficial del Estado el Real Decreto 518/2015,
por el que se aprueban los Estatutos Generales de los Colegios Oficiales de Ingeniería en Informática y de su Consejo General.
El 29 de agosto de 2015 se celebraron las elecciones mandatarias fruto de la publicación de los Estatutos Generales y fue reelegido de nuevo Presidente Juan Pablo Peñarrubia Carrión.
En septiembre de 2019 le sustituye en el cargo Fernando Suárez Lorenzo.

## Fines
Los fines esenciales del Consejo General de Colegios Profesionales de Ingeniería Informática, establecidos en el art. 29 de los Estatutos Generales, se traducen en la ordenación del ejercicio de la profesión de ingeniería en informática, para velar por la ética y la dignidad profesional y el respeto debido a la sociedad, representar a la profesión, proteger los intereses de los consumidores y usuarios de los servicios de los profesionales, promover el progreso de la sociedad de la información y el conocimiento, velar por el cumplimiento de los preceptos constitucionales sobre el uso de la informática para garantizar el honor y la intimidad personal y familiar de los ciudadanos y el pleno ejercicio de sus derechos, defender la ingeniería en informática como profesión, ...

## Colegios integrados
| Colegio Profesional de ... | Colegio Oficial de ... |
| --- | --- |
| - Ingenieros en Informática de la Región de Murcia - CPIIRM - Ingenieros en Informática de Castilla y León - CPIICyL - Ingenieros en Informática de Andalucía - CPIIA - Ingeniería en Informática de Galicia - CPEIG - Ingenieros en Informática de Extremadura - CPIIEX - Ingenieros en Informática de la Comunidad de Madrid - CPIICM - Ingenieros en Informática de La Rioja - CPIIR - Ingenieros en Informática de Navarra - CPIINA - Ingenieros en Informática de Cantabria - CPIICAN | - Ingeniería Informática de la Comunitat Valenciana - COIICV - Ingenieros en Informática de Cataluña - COEINF - Ingenieros en Informática del País Vasco - COIIE - Ingenieros en Informática del Principado de Asturias - COIIPA - Ingenieros en Informática de las Islas Baleares - COEIIB - Ingenieros en Informática de Castilla-La Mancha - COIICLM |